# Хандроантус золотистый
Хандроантус золотистый (лат. Handroanthus chrysotrichus) — вид растений рода Хандроантус (Handroanthus) семейства Бигнониевые (Bignoniaceae).

## Ботаническое описание
Обычно небольшое дерево 2—10 м высотой, веточки которого от почти четырёхграных до почти прямоугольных в сечении, в молодом возрасте рыже звёздчато опушённые, позднее более или менее голые. Листья пальчатые, (3)5-листочковые, листочки от продолговато-обратно-яйцевидных до продолговато-эллиптических, от тупых или закруглённых до резко остроконечно-заострённых, у основания от закруглённых до усеченных, конечный листок (1,5)2—11 см длиной, (1)1,7—5,5 см шириной (до 15 см длиной, 9 см шириной у молодых особей), боковые постепенно мельчают, цельные или редко слегка тупо зубчатые у вершины, от перепончатых до кожистых, сверху и снизу чешуйчатые, сверху также голые или звёздчато-опушённые, снизу устойчиво звёздчато-опушённые с трихомами, разбросанными по зеленоватой или тёмно-оливковой поверхности и более плотными на коричневато-опушённых жилках, всегда шероховатые сверху и реже снизу; черешок конечного листочка 0,2—7 (у молодых — 8) см длиной, черешок листа 1—2,5 см длиной, желтовато-коричневый или красноватый, звёздчато-опушённый.
Соцветие — суженная, довольно малоцветковая верхушечная кисть, цветонос практически отсутствует. Цветки сидячие или с цветоножками до 5 мм длиной, опушённые древовидно-ветвистыми волосками. Чашечка более или менее трубчатая, неравномерно неглубоко 5-лопастная, (9)10—20 мм длиной, 5—10 мм шириной, ворсинчатая, красновато-коричневая от бородчатых до слабодендроидных трихом длиной до 2 мм, также с более короткими звёздчатыми трихомами. Венчик трубчато-воронковидной формы, золотисто-жёлтый с красноватой штриховкой в зёве, жилкование долей в сухом состоянии незаметное, поэтому доли контрастно светлее, чем более тёмная высыхающая трубка, 4—7,5 см длиной, 1,5—3 см шириной у устья трубки венчика. Доли венчика 3,5—5,5 см длиной, 0,5—1,5 см шириной, почти всегда со звёздчатыми трихомами вдоль жилок снаружи трубки, по крайней мере в верхней половине нижней стороны, а иногда и на долях, пазухи и дно зёва опушены довольно длинными плоскими трихомами, также железисто-опушённые у прикрепления тычинок. Тычинки двудинамные, теки расходящиеся, 2 мм длиной. Пестик 2—2,7 см длиной, завязь конусовидно-продолговатая, 3—4 мм длиной, около 1 мм шириной, вверху более или менее с чешуйками; диск кольцевидный, 1 мм длиной, 2 мм шириной. Плод — линейно-цилиндрическая коробочка, суженная к основанию и верхушке, 11—38 см длиной, 0,8—1,2 см шириной, обычно красноватая (изредка золотисто-коричневая) ворсинчатая, с бородчатыми и редкими дендроидными трихомами 1—1,5 мм длиной, также с более короткими звездчатыми волосками, и у основания с более длинными волосками обычно более или менее звёздчатыми. Семена крылатые, 0,6—0,9 см длиной, 1,7—2,9 см шириной, крылья гиалиново-плёнчатые, чётко отграничены от семени. Цветение зимой и весной.

## Распространение
Естественный ареал вида простирается от Бразилии до северо-востока Аргентины. Местами натурализуется и считается инвазивным, как например, в Южной Африке и Индии.
В основном произрастает в сезонно засушливых тропических биомах. В природе оно очень характерно для специфического лесного сообщества «Mata Atlântica» в прибрежной Бразилии, встречается также в прибрежных зонах и в других типах открытых или кустарниковых лесов, например, на вершинах холмов и в нарушенных лесах, особенно на песчаных почвах; на высотах от 10 до 1000 м над уровнем моря.

## Применение
Широко культивируется как небольшое, но весьма декоративное уличное дерево.
Используется для приготовления лекарственных средств в народной медицине Бразилии.